# Рамешки
Ра́мешки — посёлок городского типа (ранее село) в Тверской области России. Административный центр Рамешковского округа, до 17 апреля 2021 года Рамешковского муниципального района. Образовывал городское поселение посёлок Рамешки.
Законом Тверской области от 5 апреля 2021 года № 18-ЗО к 17 апреля 2021 года городское поселение было упразднено в связи с преобразованием Рамешковского муниципального района в Рамешковский муниципальный округ.

## География
Расположен в 64 км к северу от областного центра, на старом шоссе «Тверь— Бежецк». Автодорога Р84«Тверь—Бежецк—Весьегонск—Устюжна» имеет транзитный обход (восточнее посёлка). На север от Рамешек идёт дорога областного значения на Максатиху (через Косковскую Горку), на юго-запад — местная дорога на Лихославль (через Замытье и Никольское).

## История
Название произошло от слова «раменье (рамень)» — густой лес (чаще всего еловый); лес, примыкающий к полям.
Считается, что первое упоминание о Рамешках — 1551 год, когда царь Иван Грозный подтвердил грамотой права Троице-Сергиева монастыря на владение селом Раменки. По мнению А. Лебедева, село Раменка, которое указывается в акте 1551 года, находилось на месте деревни Пустораменка, а на месте посёлка Рамешки в начале XVII века находилось село Нагорье. Оба села входили в Каменский стан Бежецкого Верха, оба приписаны к Троице-Сергиеву монастырю с разницей в 63 года. Опустевшее село Раменка к 1646 году возродилось до деревни Раменка, а запустевшее Нагорье возродилось до села и получило название село Раменка. Чтобы не было путаницы, впоследствии село называлось Раменка-Нагорье, а деревня Пустая Раменка.
Село оставалось монастырским владением до 1764 года, когда Екатерина II перевела все монастырские земли в государственные владения. По переписи 1781 года в Раменках насчитывается 107 жителей, население русское. Название Рамешка вместо Раменка впервые встречается в XVIII веке в «Окладных книгах» Бежецкой воеводской канцелярии.
В XIX веке через Рамешки проходил торговый тракт Тверь—Бежецк, от которого в селе отходила дорога из Бежецка на Торжок. Чуть южнее, через Высоково и Ильино проходил тракт Вышний Волочёк—Кашин.
В 1859 году в казённом селе Рамешки — церковь, 56 дворов, 385 жителей. В середине XIX-начале XX века село центр прихода Селищенской волости Бежецкого уезда Тверской губернии. В 1887 году село Рамешки имеет 63 двора, 367 жителей (68 семей). В селе 8 колодцев, 3 пруда, Рамешская правительственная школа (двухклассное училище, открыто в 1878 году), 2 церкви, 1 трактир, 3 мелочные лавки.
С начала XX века в селе трижды в год устраивались ярмарки. В 1902 году население в Рамешках 414 человек, из них 100 человек находилось на заработках.
Советская власть установлена в Селищенской волости 8 декабря 1917 года. 30 августа 1929 года село Рамешки стало центром Рамешковского района, образованного в составе Тверского округа Московской области. Рамешки в это время уступали некоторым окрестным сёлам по населённости (село Замытье, например, было вдвое больше), но удобное расположение села сыграло главную роль в выборе райцентра. С 1935 года район в составе Калининской области. В 1930-е годы в Рамешках появились районные учреждения, построена районная больница, стала печататься газета «Колхозная стройка». Организован колхоз им. Ленина (1930 год), закончено строительство шоссе от Калинина (1934 год). В 1936 году в Рамешках насчитывалось 162 двора, проживали 585 человек. В 1938 году работали швейная, сапожная артели и типография; были клуб, библиотека, клуб при МТС, демонстрировалось кино, работала радиоточка.
Во время Великой Отечественной войны рамешковцы работали на строительстве оборонительных сооружений в Селижарове и под Калининым, принимали у себя беженцев и эвакуированных. В 1941—42 годах в Рамешках размещался военный госпиталь, имеется братское захоронение воинов умерших от ран в госпитале. На фронтах погибли 44 жителя села, в память о них сооружён памятник.
В 1950 году в селе построен молокозавод, в 1958 году стали работать Сельхозтехника, хлебопекарня, комбинат бытового обслуживания.
В 1975 году в селе Рамешки работали головное предприятие Рамешковского производственного трикотажного объединения, райпищекомбинат, типография, КБО и другие предприятия. Было газифицировано около 1200 домов (квартир), действовала АТС на 500 номеров. Имелась средняя школа, Дом культуры, кинотеатр «Ракета», библиотека, детская музыкальная школа, печаталась газета «Коллективный труд», функционировали районные партийные, комсомольские, общественные и спортивные организации.
В 1979 году Рамешки получили статус посёлка городского типа. По переписи 1989 года населения в пгт Рамешки 4390 человек, из них примерно 65 % — русские и 30 % — карелы.
По переписи 2002 года в посёлке 4246 жителей (1889 мужчин и 2357 женщин).
Некрополь села Рамешки (к началу XX века):
Гиппиус Александра Семеновна, урожд. Руднева, р. 19 августа 1794 † 1 октября 1867.
Евфимова Екатерина Семеновна, урожд. Руднева, «коллежская советница», р. 18 ноября 1806 † 19 сентября 1872.
Руднева Ольга Антоновна, урожд. Шишкова, жена секунд-майора Семена Самуиловича Руднева, р. 8 июня 1767 † 16 марта 1812.

## Население
| 1859  | 1939  | 1959  | 1970  | 1979  | 1989  | 2002  | 2006  | 2008  | 2009  |
| ----- | ----- | ----- | ----- | ----- | ----- | ----- | ----- | ----- | ----- |
| 385   | ↗1238 | ↗1499 | ↗2255 | ↗3476 | ↗4390 | ↘4246 | ↗4300 | ↘4187 | ↘4149 |
| 2010  | 2012  | 2013  | 2014  | 2015  | 2016  | 2017  | 2018  | 2019  | 2020  |
| ↗4318 | ↘4256 | ↗4268 | ↘4230 | ↘4214 | ↘4207 | ↘4167 | ↘4098 | ↘4064 | ↘4017 |
| 2021  |       |       |       |       |       |       |       |       |       |
| ↗4102 |       |       |       |       |       |       |       |       |       |

По итогам переписи населения 2020 года проживали следующие национальности (национальности менее 0,1 % и другое, см. в сноске к строке «Другие»):
| Национальность | Численность, чел. | Доля     |
| -------------- | ----------------- | -------- |
| Русские        | 3573              | 87,10 %  |
| Таджики        | 241               | 5,88 %   |
| Карелы         | 82                | 2,00 %   |
| Украинцы       | 13                | 0,32 %   |
| Азербайджанцы  | 11                | 0,27 %   |
| Даргинцы       | 5                 | 0,12 %   |
| Другие         | 177               | 4,31 %   |
| Итого          | 4102              | 100,00 % |

## Экономика
В посёлке работает трикотажная фабрика.

## Достопримечательности
В центре посёлка — церковный комплекс, состоящий из Троицкой церкви (1778—1784 гг.) и церкви-колокольни святого Александра Невского (1830—1837 гг.). Напротив церковного комплекса, в сквере — бронзовый бюст в честь дважды Героя Советского Союза Алексея Семёновича Смирнова (родился в д. Пальцево Рамешковского района), а также памятный знак в честь 450-летия посёлка.
Некрополь села Рамешки.